# فرات أرسلان
فرات أرسلان (بالألمانية: Fırat Arslan) مواليد 28 سبتمبر 1970 في بافاريا، هو ملاكم محترف ألماني بدأ مسيرته الاحترافية سنة 1997. حقق بطولة رابطة الملاكمة العالمية.

## المسيرة الاحترافية
بدأ فرات أرسلان الملاكمة في سن 18 عامًا. وفي عام 1994 حصل على الجنسية الألمانية. بدأ ظهوره الاحترافي في يناير 1997 في شتوتغارت. حتى عام 2005 تدرب بدون مدربه الخاص وحتى عام 2007 أيضًا بدون إدارة.
```
فاز أرسلان بأول 13 مباراة له قبل أن يخسر أمام الزيمبابوي كوليس موتيزوا في عام 2000.  في هذه المرحلة، فاز موتيزوا بواحدة فقط من معاركه الاحترافية الأربع.  في المباراة التالية، واجه أرسلان روديجر ماي في البطولة الألمانية في 19 مايو 2001.  وفي هذه المواجهة أيضًا خسر النقاط.
```

```
في عام 2003 تمكن من التعادل أمام الروسي الذي لم يهزم آنذاك وديم توكاريف، مما أدى إلى كسر فكه.  لكن بعد ذلك بقليل، تعرض أرسلان، الذي أضعفه المرض، لهزيمته الثالثة أمام التشيكي لوبوشودا في براغ.  وفي مارس 2004 فاز بلقب البطولة الألمانية الشاغرة بانتصار مبكر على ماركو هاينيشن، وفي يوليو من نفس العام حصل على لقب الاتحاد الأوروبي.
```

لم يتدرب مع مدربه الخاص إلا في عام 2005 لأول مرة. لديه صداقة مع الملاكم لوان كراسنيكي الذي تدرب معه سابقًا. وبفضل هذه الصداقة المتنامية، حصل أرسلان على عقد إدارة مع شركة Universum Box-Promotion للملاكمة في عام 2007.
```
في معركة القضاء على رابطة الملاكمة العالمية في 28 أكتوبر 2006، فاز على الروسي غريغوري دروزد الذي لم يهزم سابقًا وبالتالي تأهل لمباراة اللقب في هذا الاتحاد.  في 16 يونيو 2007، أمام 7000 متفرج في مركز بودابست سيما للرياضة والترفيه، هزم الروسي فاليري برودو بالنقاط في 12 جولة وبالتالي حصل على لقب بطل العالم المؤقت لرابطة الملاكمة العالمية، والذي كان برودو يحمله سابقًا.  وهذا ما أكسب أرسلان الحق في المنافسة على اللقب العالمي.  في 24 نوفمبر 2007، هزم أرسلان بطل العالم المتعدد وحامل اللقب السابق فيرجيل هيل من الولايات المتحدة أمام 4500 متفرج في ساحة فرايبرجر في دريسدن التي بيعت بالكامل بإجماع النقاط (118:110، 116:113، 117:111). ) وبالتالي كان فائزًا منتظمًا ببطولة العالم لوزن كروزر.  في 3 مايو 2008 دافع عن لقبه أمام الأمريكي دارنيل ويلسون في شتوتغارت.  كما فاز في هذه المعركة بالإجماع بالنقاط (117:111، 117:111، 117:111).  انتهى دفاعه الإلزامي الثاني في 27 سبتمبر 2008 في هامبورغ ضد غييرمو جونز بالهزيمة بالضربة القاضية الفنية.  في الجولة العاشرة.  واضطر أرسلان إلى تلقي العديد من اللكمات في بداية القتال، والتي لم تبقى غير فعالة رغم الغطاء المزدوج.  ولأنه تم تمييزه بشكل سيئ، أوقف الحكم القتال.
```

بسبب حادث دراجة في يونيو 2009، اضطر فرات إلى أخذ استراحة لمدة عام تقريبًا. في 3 يوليو 2010، شارك في بطولة العالم المؤقتة لرابطة الملاكمة العالمية في شتوتغارت ضد الفرنسي ستيف هيريليوس. وخسر في نهاية الجولة قبل الأخيرة عندما أصيب بانهيار في الدورة الدموية بسبب درجات الحرارة في القاعة التي كانت تصل أحيانا إلى 40 درجة. حتى ذلك الحين كان من الواضح أنه في الصدارة بالنقاط وكان خصمه على وشك الهزيمة بالفعل. وخرج من المستشفى بعد يوم واحد فقط.
```
وفي 1 أبريل 2011، فاز أرسلان على ميشال بيلاك بالضربة القاضية الفنية في برلين.  في 15 يوليو 2011، في EWS Arena في Göppingen، فاز في معركته الثانية ضد Luboš Šuda بالضربة القاضية الفنية في الجولة الخامسة، وبذلك حصل على بطولة IBF الدولية.  خاض أرسلان معركته التالية لصالح فريق الملاكمة السابق يونيفيرسوم في 28 يناير 2012 في فندق جراند إليزيه في هامبورغ ضد أورلاندو أنطونيو فارياس، والتي فاز بها بالضربة القاضية الفنية في الجولة الثانية.  في 11 مايو 2012، خاض مباراة في غوبينغن ضد بطل الاتحاد الأوروبي لكرة القدم (EBU) وبطل العالم السابق للهواة ألكسندر أليكسيجو.  انتهت المعركة بالتعادل.  في 3 نوفمبر 2012، قاتل أرسلان في هالي (ويستفاليا) ضد بطل العالم في وزن الطراد WBO ماركو هاك وخسر بالإجماع بالنقاط (115:113، 115:113، 117:111).  وفي مباراة العودة يوم 25 يناير 2014 خسر بالضربة القاضية الفنية في الجولة السادسة.
```

في 16 أغسطس 2014، خسر أرسلان بفارق ضئيل أمام يوان بابلو هيرنانديز في بطولة العالم للاتحاد الدولي لكرة القدم في إرفورت. في العام التالي، كانت هناك معركتان، إحداهما نظمتها WBC، والتي فاز بها. وفي عام 2016، فاز في معركتين أخريين، إحداهما نظمتها منظمة الملاكمة العالمية. لقد كان قادرًا على مواصلة سلسلة انتصاراته في عام 2017 بفوزه بثلاث معارك، بما في ذلك الدفاع عن لقب منظمة الملاكمة العالمية في العام السابق. فاز بثلاث معارك أخرى في عام 2018، بما في ذلك الدفاع المبكر عن لقب WBO والدفاع عن لقب GBU الذي فاز به في نفس العام. وأنهى عام 2018 بالتعادل الذي كان عليه فيه الدفاع عن لقب منظمة الملاكمة العالمية.
```
بدأ عام 2019 لأرسلان بانتصار مبكر والدفاع عن لقب اتحاد الخليج للملاحة.  كانت هناك معركتان أخريان للرجل البالغ من العمر 47 عامًا في نفس العام، والذي فاز به أيضًا في وقت مبكر.  في فبراير 2020، تحدى حامل لقب IBO في فئة وزنه بقتال ضد كيفن ليرينا وخسر بعد رمية منشفة غير قانونية من قبل مروجه.
```

```
في 21 أكتوبر 2023، عن عمر يناهز 53 عامًا، هزم أرسلان البوسني إدين بوهالو بالضربة القاضية الفنية في الجولة السادسة في الصراع على بطولة العالم الذهبية، وهو لقب عالمي ثانوي لرابطة الملاكمة العالمية.  وبذلك، حل محل برنارد هوبكنز باعتباره أقدم بطل عالمي للملاكمة حتى الآن.  وبهذه المعركة قال وداعا أمام جمهور منزله لكنه لم يتقاعد بعد.
```

الإنجازات
```
لقب وزن الطراد الذهبي لعام 2023
بطل العالم لوزن كروزر WBA 2007-2008
بطل العالم المؤقت لرابطة الملاكمة العالمية 2007
بطولة WBO للقارات لعام 2005
بطل الاتحاد الأوروبي 2004
بطل ألمانيا 2004
البطل الألماني الدولي 2003
```

من نزالاته:
- انتصر على نوري سفري (2016).
- خسر أمام يوان بابلو هيرنانديز (2014).
- تعادل مع ألكسندر ألكسييف (2012).
- تعادل مع سفر سفري (2018).

## إحصائيات
خاض خلال مسيرته 65 نزالا، فاز في 53 وتعادل في 3 وخسر في 9. فاز بالضربة القاضية في 38 نزالا.

## روابط خارجية
- فرات أرسلان على موقع بوكس ريك (الإنجليزية) (registration required)